# Acrolejeunea recurvata
Acrolejeunea recurvata là một loài Rêu trong họ Lejeuneaceae. Loài này được Gradst. mô tả khoa học đầu tiên năm 1975.